# Berthold Herrendorf
Berthold Herrendorf (* 13. März 1964 in Düsseldorf; † 12. Juli 2022) war ein deutscher Ökonom.

## Leben
Herrendorf studierte Mathematik und Wirtschaftswissenschaften an der Rheinischen Friedrich-Wilhelms-Universität Bonn (Diplom-Volkswirt 1992) und der US-amerikanischen Indiana University (M.A. in Economics 1989). 1996 wurde er am European University Institute in Fiesole, Metropolitanstadt Florenz promoviert (PhD).
Er war anschließend Lecturer an der University of Warwick, England (1996–2002), Assistant Professor an der Universität Carlos III Madrid, Spanien (1999–2002), Associate Professor an der Universität Carlos III (2002–2003) sowie Part–time Professor an der University of Southampton. Seit 2003 ist er an der W. P. Carey School of Business an der Arizona State University, wo er zuletzt Professor war.
Er war seit 1984 Mitglied der katholischen Studentenverbindung KDStV Ripuaria Bonn im CV.

## Wirken
Berthold Herrendorfs Forschungsinteressen waren das Wachstum und die Entwicklung der globalen Wirtschaft sowie die politische Ökonomie. Er hat zahlreiche Artikel in internationalen Fachzeitschriften wie The Economic Journal, Journal of International Economics, Journal of Money, Credit and Banking, Review of Economic Dynamics, International Economic Review, Journal of the European Economic Association, American Economic Journal - Macroeconomics, American Economic Review und Review of Economic Studies publiziert.
Herrendorf, Nr. 63 auf der Liste der Top-100 Auslandsökonomen des Handelsblatts, war Organisator der Economic Development Conference 2006 und der NBER Economic Growth Conference 2008, zusammen mit der Federal Reserve Bank, in San Francisco.